# Bogorovo, Silistra
Bogorovo (în bulgară Богорово, în română Gramoștea) este un sat în comuna Silistra, regiunea Silistra, Dobrogea de Sud, Bulgaria.  
Între anii 1913-1940 a făcut parte din plasa Silistra a județului Durostor, România. În 1930 din cei 272 de locuitori ai satului: 270 s-au declarat români și 2 turci.

## Demografie
Componența etnică a satului Bogorovo
     Bulgari (100%)
     Nicio identificare (0%)
     Altele (0%)
La recensământul din 2011, populația satului Bogorovo era de 74 locuitori. Din punct de vedere etnic, majoritatea locuitorilor (100,0%) erau bulgari. Pentru 0,0% din locuitori nu este cunoscută apartenența etnică.